# Löwinger Sámuel
Löwinger Sámuel (Debrecen, 1904. február 17. – Izrael, 1980. július 16.) rabbi, az Országos Rabbiképző egykori igazgatója.

## Életpályája
Lővinger Márton talmudista és Beck Hani gyermekeként született. Tanulmányait a Ferenc József Országos Rabbiképző Intézetben végezte, majd 1926–1927-ben a Boroszlói Zsidó Teológiai Szeminárium hallgatója volt. 1930-ban a budapesti Pázmány Péter Tudományegyetemen bölcsészdoktori oklevelet szerzett. 1931-ben rabbivá avatták és ugyanettől az évtől a Rabbiképző Intézet rendkívüli tanáraként működött. 1942-től az intézet megbízott igazgatója, majd igazgatója volt. 1950-ben Izraelbe távozott. 1951-ben Jeruzsálemben a héber kéziratok intézetének tudományos titkára és igazgatóhelyettese lett. 1955-ben kinevezték a bibliai kéziratok és a holttengeri tekercsek központjának titkárává. 1957-ben a Jeruzsálemi Héber Egyetem bibliakutatásának Massorah-tanulmányi felelőse lett.